# Saint-Oradoux-de-Chirouze
Saint-Oradoux-de-Chirouze este o comună în departamentul Creuse din centrul Franței. În 2009 avea o populație de 87 de locuitori.

## Evoluția populației
| An        | 1975 | 1982 | 1990 | 1999 | 2006 | 2009 |
| --------- | ---- | ---- | ---- | ---- | ---- | ---- |
| Populație | 71   | 65   | 55   | 74   | 83   | 87   |